# Mia bella Napoli
Mia bella Napoli è un album discografico della cantante italiana Milva, pubblicato nel 1997 dalla Polydor.

## Descrizione
Per la prima volta Milva si cimenta con la grande tradizione della canzone napoletana con un intero album dedicato a celebri melodie partenopee. Nel 1961 aveva partecipato al "Giugno della Canzone Napoletana" con il brano Mare verde, scritto per lei da Giuseppe Marotta e Salvatore Mazzocco, con il quale si classificò seconda (vinse anche il primo premio con il brano Credere)), ed aveva inciso anche il brano Canzone appassiunata.
Il produttore del disco è Natale Massara, collaboratore di lungo corso di Milva, su arrangiamenti di Augusto Visco, e vedeva la partecipazione del fisarmonicista Gianni Coscia e del Coro di Posillipo. Il coordinamento artistico del disco fu affidato a Wolfang Schleiter.

## Edizioni
Il CD fu distribuito su etichetta Polydor in Italia ed in Germania nel 1997, con numero di catalogo 539 071-2, nel 2000 anche in Giappone su etichetta Seven Seas.

## Tracce
1. Guapparia
2. Serenata a Surriento
3. 'O paese d' ò sole
4. Fenesta vascia
5. Tarantelluccia
6. Marechiare
7. Te voglio bene assaje
8. Canzona appassiunata
9. Funiculì Funiculà
10. Torna
11. Santa Lucia luntana
12. Lacreme napulitane
13. Chiove
14. Torna a Surriento
15. 'A serenata 'e Pulecenella
16. 'O Sole Mio